# Joffrey Verbruggen
Pour les articles homonymes, voir Verbruggen.
Joffrey Verbruggen, né le 7 février 1989 à Bruxelles, en Belgique, est un acteur belge.

## Biographie

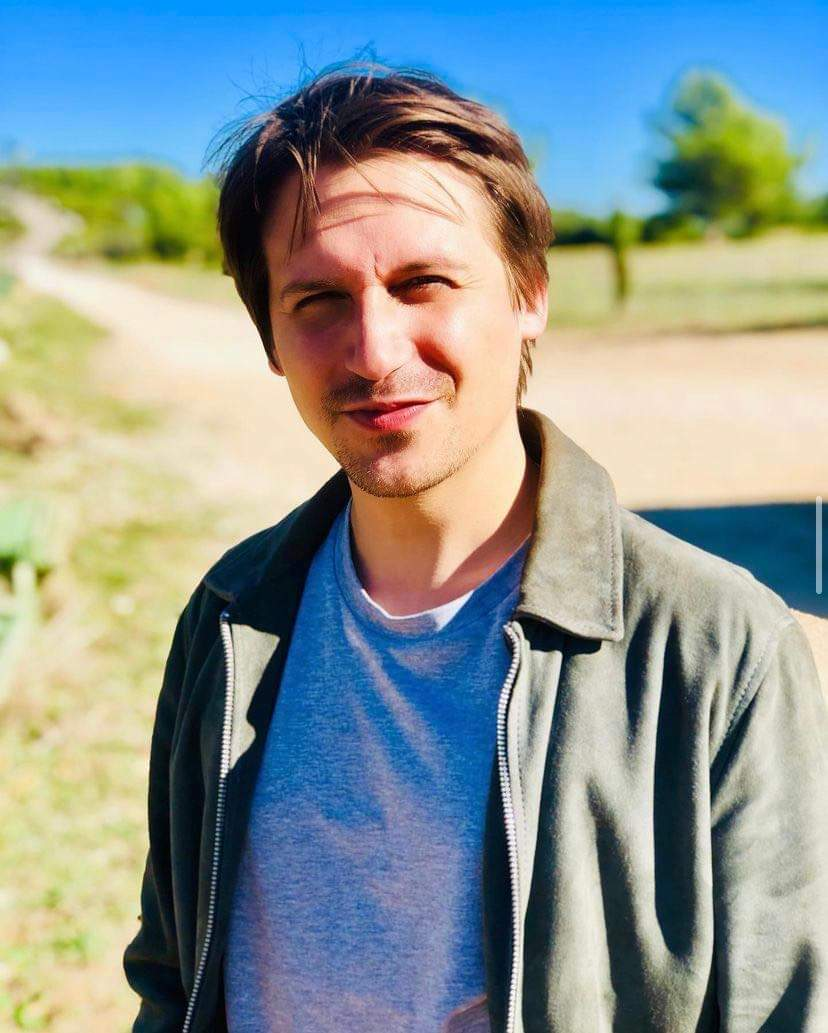
Joffrey Verbruggen sur le tournage de Pourris Gâtés.

Très jeune, il se révèle attiré par la scène et monte ses premiers spectacles à l’école. À 14 ans, il fait ses armes dans les cafés théâtres et n’a déjà qu’une envie : devenir artiste. À 16 ans, il joue et chante dans une comédie musicale à Bruxelles. Repéré par un agent, il commence sa carrière au cinéma à l’âge de 17 ans. 
À 18 ans, il décide de venir à Paris. Il est repéré lors d’une audition et décroche son premier rôle important dans le drame La Régate de Bernard Bellefroid, aux côtés de Sergi López. Pour ce rôle, il reçoit le  Magritte du meilleur espoir masculin en 2011, remis des mains des Frères Dardenne. 
Il part ensuite tourner aux États-Unis Krach aux côtés de Michael Madsen et Gilles Lellouche. 
En 2011, il joue dans le téléfilm Une vie française  où il interprète la jeunesse rebelle de Paul Blick (Jacques Gamblin jeune). Il enchaine ensuite avec des collaborations avec Xavier Giannoli ou encore avec Vincent Paronnaud.
Par la suite, il écrit et joue son spectacle Liberté pendant 5 ans à Paris et en tournée en France, en Belgique et en Suisse. Le spectacle récolte de très bonnes critiques du public et remporte de nombreux prix (Prix du Jury au Dinard Comedy Festival, Prix du Public au Festival de Macon et Prix du Public au Festival de Saint-Gervais 2017). 
Il est également repéré par Canal+ qui lui demande de créer des personnages pour l'émission Le Before du Grand Journal où il interprète des personnages fictifs et décalés devant des célébrités venant faire leur promo.
En 2017, Joffrey Verbruggen joue dans le court métrage La Station aux côtés de Virginie Efira qui est projeté pendant le Festival de Cannes dans le cadre des Talents Cannes.
En 2018, il décroche le deuxième rôle dans la série Champion (10x52 minutes) où il interprète Fab, un chanteur/musicien extravagant et décalé. 
En 2019, il tourne dans le long métrage français Pourris gâtés à Marseille où il joue le rôle de Matthias aux côtés de Gérard Jugnot et de Camille Lou. À cause de la crise sanitaire de la Covid-19, la sortie du film au cinéma est repoussée à 2021.  
Le 6 novembre 2020, il est choisi afin de remettre un prix sur scène au Festival International du Film de Comédie de Liège à Thierry Lhermitte récompensant l'ensemble de sa carrière, en présence de Gérard Jugnot venu lui faire une surprise. 
Le film connait un succès retentissant en sortant le 26 novembre 2021 sur Netflix (hors zone francophone). La presse en parle à de nombreuses reprises :  
- « Pourris gâtés, est le film non anglophone le plus regardé sur Netflix. La comédie est devenue, après un week end seulement, le long métrage non anglophone le plus regardé sur la plateforme avec près de 17,8 millions d’heures vues, soit environ 10 millions de visionnages complets. Son poursuivant [...] en cumule moitié moins ! » (BFM TV)[2]
- « Cette comédie française disponible sur Netflix rencontre un immense succès à l’international » (Version Femina)[3]
- « Pourris gâtés bat tous les records sur Netflix à l’international, ce film français qui fait un carton inattendu dans le monde » (Télé-Loisir)[4]
- « Ce film avec Gérard Jugnot cumule 10 millions de vues sur la plateforme pour son premier week end . Ce film cartonne dans le monde puis quelques jours » (Allociné)[5]
- « C’est LE film qui cartonne en ce moment sur Netflix et qui fait des scores de dingue dans le monde entier » (Voici)[6]

## Filmographie

### Cinéma

#### Longs métrages
- 2007 : Unspoken, de Fien Troch : Benjamin
- 2008 : La Régate, de Bernard Bellefroid : Alexandre
- 2009 : Krach, de Fabrice Genestal : Tony
- 2012 : Dead Man Talking, de Patrick Ridremont : Ruy Blas
- 2012 : Superstar, de Xavier Giannoli : Malone
- 2017 : Bula, de Boris Baum : Le gardien du zoo
- 2018 : Girls with balls, d'Olivier Afonso : Serge
- 2018 : La Fine Équipe d'Ismaël Saidi : Curseur
- 2021 : Pourris gâtés, de Nicolas Cuche : Matthias

#### Courts métrages
- 2010 : La Grande Communion, de Jean-Luc Delmon Casanova : Tom
- 2011 : Room Service, de Guido de Craene : Thierry
- 2014 : Le Territoire, de Vincent Paronnaud : Le jeune randonneur
- 2017 : La Station, de Patrick Ridremont : Le gérant de la station
- 2021 : Une journée d'enfer, de Joffrey Verbruggen : Joe

### Télévision
- 2011 : Une vie française de Jean-Pierre Sinapi : Paul Blick jeune
- 2012 : Jamel Comedy Club sur Canal+
- 2012 : L'Homme de ses rêves de Christophe Douchand
- 2013 - 2015 : Le Before du Grand Journal sur Canal+
- 2018 : Champion : Fab'

### Réalisation
- 2021 : Une journée d'enfer

## Spectacle
- 2013 - 2017 : Liberté

## Distinctions
- Magritte du cinéma 2011 : Magritte du meilleur espoir masculin
- Dinard Comedy Festival 2013 : Prix du jury
- Festival de Mâcon 2014 : Prix du public
- Festival de Saint-Gervais 2017 : Prix du public